# João Lisboa
João Lisboa là một đô thị thuộc bang Maranhão, Brasil. Đô thị này có diện tích 1126,517 km², dân số năm 2007 là 19671 người, mật độ 17,46 người/km².